# Cryptia
Cryptia is een monotypisch geslacht uit de familie Octacnemidae en de orde Phlebobranchia uit de klasse der zakpijpen (Ascidiacea).

## Soorten
- Cryptia planum Monniot C. & Monniot F., 1985